# Bosnien-Hercegovina
 Der er for få eller ingen kildehenvisninger i denne artikel, hvilket er et problem. Du kan hjælpe ved at angive troværdige kilder til de påstande, som fremføres i artiklen.

Bosnien-Hercegovina (bosnisk, kroatisk og serbisk – latinsk alfabet: ‘’Bosna i Hercegovina’’; bosnisk og serbisk – kyrillisk alfabet: Боснa и Херцеговина) er en stat beliggende på Balkanhalvøen. Landet består af tre konstituerende folk og er administrativt opdelt i to entiteter: Republika Srpska og Den Bosniakisk-kroatiske Føderation. Selv om landet hovedsageligt er landfast, har det en smal kyststrækning mod sydvest ved Adriaterhavet. Bosnien-Hercegovina grænser op til Kroatien mod nord og vest, Montenegro mod sydøst og Serbien mod øst. Tidligere udgjorde det én af de seks republikker i den Socialistiske Føderative Republik Jugoslavien.
Bosnien dækker størstedelen af landets territorium og er præget af et moderat fastlandsklima med varme somre og kolde, ofte snefulde vintre. De centrale og østlige dele er domineret af bjergrigt terræn, mens nordvesten er præget af kuperede landskaber, og den nordøstlige del overvejende består af flade sletter. Den sydlige region, Hercegovina, har middelhavsklima og et ligeledes bjergrigt landskab. Landets hovedstad og største by er Sarajevo, efterfulgt af andre større byer som Banja Luka, Tuzla, Zenica og Mostar.
Bosnien-Hercegovina er hjemsted for tre hovedsageligt anerkendte etniske grupper, som i forfatningen betegnes som "konstituerende folk": bosniakker, der udgør den største gruppe, serbere og kroater. På dansk omtales alle indbyggere i landet som bosniere, uanset etnisk baggrund. De primære forskelle mellem disse grupper er kulturelle og religiøse: Bosniakker er overvejende muslimer, bosniske serbere tilhører fortrinsvis den ortodokse kirke, mens bosniske kroater hovedsageligt er katolikker. Ud over de konstituerende folk findes der flere minoritetsgrupper, som i forfatningen betegnes som "andre". Disse omfatter bl.a. jøder, romaer, albanere, montenegrinere, ukrainere og tyrkere.
Landets politiske struktur er kompleks og præget af en høj grad af decentralisering. Den centrale stat har et tokammerparlament og et kollektivt præsidentskab bestående af tre medlemmer – ét fra hver af de konstituerende folk. Den udøvende magt er begrænset, da landet er opdelt i to selvstyrende entiteter: Føderationen Bosnien-Hercegovina og Republika Srpska, samt det særlige Brčko-distrikt, som fungerer som en selvstændig administrativ enhed med lokal selvforvaltning. Føderationen Bosnien-Hercegovina – også kaldet Den Bosniakisk-kroatiske Føderation – er yderligere inddelt i 10 kantoner, hver med egne myndigheder og betydelig autonomi.

## Historie
I oldtiden udgjorde området en del af Illyrien. Fra år 9 e.Kr. etablerede romerne permanent kontrol over regionen, hvilket gradvist førte til en udbredelse af det latinske sprog. Administrativt blev området opdelt mellem provinserne Dalmatien og Pannonien. I løbet af 300- og 400-tallet blev området invaderet af gotiske stammer, og kort efter år 600 ankom slaverne, hvilket resulterede i en sproglig homogenisering, hvor hele regionen blev slavisktalende.
Mellem 600 og 1100 konkurrerede flere magter – herunder Ungarn, Serbien, Kroatien og Det Byzantinske Rige – om herredømmet over området. Ban Kulin (regent 1180–1204) etablerede en de facto uafhængig bosnisk stat samt en særpræget bosnisk kristen kirke med bogomilske træk. Hans regeringstid betragtes som Bosniens gyldne æra, og han er en ikonisk skikkelse i bosnisk folkeminde. Tvrtko 1. Kotromanić (regerede 1353–1391) forvandlede det bosniske banat til et selvstændigt kongerige. Som en dygtig militær leder udvidede han rigets territorium til at omfatte store dele af det nuværende Bosnien, det sydlige Dalmatien, samt dele af Montenegro og Serbien.
Fra 1415 til 1878 udgjorde Bosnien en integreret del af det Osmanniske Rige, som gradvist havde erobret området på grund af dets strategiske placering. I løbet af de over 450 år under osmannisk styre fandt en omfattende kulturel og religiøs transformation sted. En stor del af befolkningen konverterede til islam, især blandt tilhængere af den tidligere bogomilske tro. Bosniske muslimer opnåede betydelig indflydelse i imperiet og leverede flere storvesirer, generaler og embedsmænd. Konverteringsraten til islam var markant højere i Bosnien end i andre dele af Balkan. I det 19. århundrede fandt flere oprør mod osmannerne sted, kulminerende i den kortvarige uafhængighed under Husein-kapetan Gradaščević, kendt som "Dragernes fyrste".
Efter Den russisk-tyrkiske krig (1877–1878) blev Bosnien og Hercegovina ved Berlinerkongressen i 1878 placeret under Østrig-Ungarns administration. På trods af at området formelt forblev en del af Osmannerriget, blev det i praksis et protektorat. Østrig-ungarske styrker invaderede og besejrede hurtigt lokal modstand, især blandt de muslimske bosniakker. Mange serbere modsatte sig den østrig-ungarske kontrol, da de håbede på, at Bosnien ville blive en del af en fremtidig serbisk stat.
Modstanden blandt serbere mod den østrig-ungarske tilstedeværelse førte til attentatet på ærkehertug Franz Ferdinand i juni 1914, udført af den serbiske nationalist Gavrilo Princip. Attentatet, der også kostede hans gravide hustru livet, udløste en diplomatisk krise, som eskalerede til Første Verdenskrig. Efter Østrig-Ungarns sammenbrud blev Bosnien-Hercegovina en del af den nye sydslaviske stat, senere kendt som Kongedømmet Jugoslavien. De tidligere provinsgrænser blev opløst, og bosniere blev tvunget til at identificere sig som enten serbere eller kroater.
Under 2. verdenskrig var Bosnien-Hercegovina blandt de hårdest ramte områder i Jugoslavien. Her etablerede de kommunistiske partisaner under Josip Broz Tito deres vigtigste modstandsområde. Den 29. november 1943 blev AVNOJ-mødet afholdt i Jajce, hvor grundlaget for en fremtidig føderal jugoslavisk stat blev lagt. Under krigen blev Bosnien stort set besat af den fascistiske kroatiske marionetstat, der begik systematiske forbrydelser mod især den serbiske befolkning. Konflikten antog karakter af både en frihedskrig mod Aksemagterne og en blodig borgerkrig mellem Ustaša, Tjetnik-styrker, tyske-bosniske SS-enheder og de kommunistiske partisaner. Efter krigen sejrede partisanerne, støttet af alle større etniske grupper, og i 1945 blev Bosnien-Hercegovina en af seks republikker i den nye Socialistiske Føderale Republik Jugoslavien.
I 1971 blev betegnelsen muslimani (muslimer) anerkendt som en officiel etnisk kategori i Jugoslaviens folketælling. Indtil da havde bosniere været tvunget til at registrere sig som enten serbere eller kroater. Anerkendelsen cementerede bosniakker som den største befolkningsgruppe i republikken, efterfulgt af serbere og kroater. Etnisk tilhørsforhold spillede dog en begrænset politisk rolle så længe Forbundet af Kommunister i Jugoslavien bevarede magten.
Bosnien-Hercegovina spillede i første omgang en begrænset rolle i de politiske og militære spændinger, der førte til Jugoslaviens opløsning i begyndelsen af 1990’erne. Situationen ændrede sig, da landet den 6. april 1992 blev internationalt anerkendt som en selvstændig stat af EU. Dette blev starten på Bosnienkrigen, kendetegnet ved omfattende etnisk udrensning, systematiske overgreb mod civilbefolkningen og alvorlige krigsforbrydelser, herunder Srebrenicamassakren og belejringen af Sarajevo.
Krigen blev bragt til ophør med Daytonaftalen i november 1995. Aftalen, som blev fremforhandlet med amerikansk mellemkomst, sikrede Bosnien-Hercegovinas fortsatte formelle enhed, men indførte en intern opdeling i to selvstyrende enheder: Føderationen Bosnien-Hercegovina og Republika Srpska.

## Geografi
- Bosnien – området er på 42.115 km² (stort set på størrelse med Danmark).
- Hercegovina – området er på 9.449 km² og omfatter området syd for landets største by, Sarajevo, og ud til Adriaterhavet.